# Siavana auripennis
Siavana auripennis är en fjärilsart som beskrevs av Augustus Radcliffe Grote 1873. Siavana auripennis ingår i släktet Siavana och familjen nattflyn. Inga underarter finns listade i Catalogue of Life.